# Oblast (Bulgarie)
Pour les articles homonymes, voir Oblast.

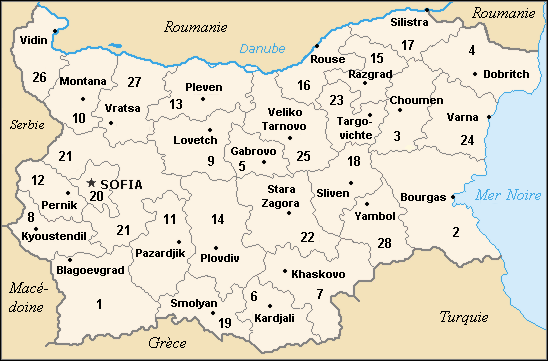
Carte des 28 oblasti de la Bulgarie depuis 1999.

Un oblast (en bulgare : област, pl. области, oblasti) est une subdivision administrative bulgare correspondant au troisième niveau de nomenclature d'unités territoriales statistiques.
Ces oblasts ont été établis en 1999 et ont repris le découpage électoral des okrag (окръг) mis en place lors du régime communiste de Todor Jivkov. Sous le régime communiste, le terme d'oblast correspondait aux neuf grandes provinces qui survécurent jusqu'en 1999.

## Oblasts
| Blason | Nom            | Superficie en km² | Population (2018) | Densité de population en hab./km² |
| ------ | -------------- | ----------------- | ----------------- | --------------------------------- |
|        | Blagoevgrad    | 6 478             | 307 882           | 47.5                              |
|        | Bourgas        | 7 618             | 411 579           | 54.0                              |
|        | Choumen        | 3 365             | 172 966           | 51.4                              |
|        | Dobritch       | 4 700             | 176 145           | 37.5                              |
|        | Gabrovo        | 2 053             | 110 254           | 53.7                              |
|        | Kardjali       | 4 032             | 151 113           | 37.5                              |
|        | Haskovo        | 4 033             | 231 276           | 57.3                              |
|        | Kyoustendil    | 3 027             | 121 099           | 40.0                              |
|        | Lovetch        | 4 134             | 126 961           | 30.7                              |
|        | Montana        | 3 595             | 132 214           | 36.8                              |
|        | Pazardjik      | 4 393             | 257 965           | 58.7                              |
|        | Pernik         | 2 377             | 122 421           | 51.5                              |
|        | Pleven         | 4 216             | 244 209           | 57.9                              |
|        | Plovdiv        | 5 588             | 669 796           | 119.9                             |
|        | Razgrad        | 2 648             | 113 714           | 42.9                              |
|        | Roussé         | 2 616             | 221 336           | 84.6                              |
|        | Silistra       | 2 862             | 110 562           | 38.6                              |
|        | Sliven         | 3 646             | 188 433           | 51.7                              |
|        | Smolyan        | 3 532             | 107 282           | 30.4                              |
|        | Sofia-ville    | 1 119             | 1 325 425         | 1 184.5                           |
|        | Sofia          | 7 277             | 231 563           | 31.8                              |
|        | Stara Zagora   | 4 959             | 319 067           | 64.3                              |
|        | Targovichte    | 2 735             | 112 474           | 41.1                              |
|        | Varna          | 3 847             | 472 120           | 122.7                             |
|        | Veliko Tarnovo | 4 684             | 239 132           | 51.1                              |
|        | Vidin          | 3 071             | 86 927            | 28.3                              |
|        | Vratsa         | 4 098             | 165 645           | 40.4                              |
|        | Yambol         | 4 209             | 120 470           | 28.6                              |
| Total  | Total          | 110 912           | 7 050 034         | 63.6                              |

## Évolution du découpage correspondant aux Oblasti

### 1949-1959
De 1949 à 1959, la Bulgarie était divisée en 14 okragi (en bulgare : окръг = okrag, au singulier, et окръга = okraga, au pluriel). Le terme peut être approximativement traduit en « cercle », « arrondissement » ou « comté ».
| Nom français           | Chef-lieu   | Nom bulgare          |
| ---------------------- | ----------- | -------------------- |
| Bourgaski okrag        | Bourgas     | Бургаски окръг       |
| Choumenski okrag       | Choumen     | Шуменски окръг       |
| Gornodjoumaïski okrag  | Blagoevgrad | Горноджумайски окръг |
| Gornooryakhovski okrag |             | Горнооряховски окръг |
| Plevenski okrag        | Pleven      | Плевенски окръг      |
| Plovdivski okrag       | Plovdiv     | Пловдивски окръг     |
| Rousenski okrag        | Roussé      | Русенски окръг       |

| Nom français        | Chef-lieu    | Nom bulgare         |
| ------------------- | ------------ | ------------------- |
| Sofia Grad          | Sofia        | София град          |
| Sofiïski okrag      |              | Софийски окръг      |
| Starozagorski okrag | Stara Zagora | Старозагорски окръг |
| Varnenski okrag     | Varna        | Варненски окръг     |
| Vidinski okrag      | Vidin        | Видински окръг      |
| Vratsanki okrag     | Vratsa       | Врачанки окръг      |
| Yambolski okrag     | Yambol       | Ямболски окръг      |

### 1959-1987
De 1959 à  1987, la Bulgarie était divisée en 28 okragi, qui correspondaient approximativement aux oblasti actuels.
| Nom français           | Chef-lieu   | Nom bulgare           |
| ---------------------- | ----------- | --------------------- |
| Blagoevgradki okrag    | Blagoevgrad | Благоевградки окръг   |
| Bourgaski okrag        | Bourgas     | Бургаски окръг        |
| Dimitrovski okrag      | Pernik      | Димитровски окръг     |
| Gabrovski okrag        | Gabrovo     | Габровски окръг       |
| Kardjaliïski okrag     | Kardjali    | Кърджалийски окръг    |
| Khaskovski okrag       | Khaskovo    | Хасковски окръг       |
| Kolarovgradski okrag   | Choumen     | Коларовградски окръг  |
| Kyoustendilski okrag   | Kyoustendil | Кюстендилски окръг    |
| Lovechki okrag         | Lovetch     | Ловешки окръг         |
| Mikhaïlovgradski okrag | Montana     | Михайловградски окръг |
| Pazardjichki okrag     | Pazardjik   | Пазарджишки окръг     |
| Plevenski okrag        | Pleven      | Плевенски окръг       |
| Plovdivski okrag       | Plovdiv     | Пловдивски окръг      |
| Razgradski okrag       | Razgrad     | Разградски окръг      |

| Nom français        | Chef-lieu    | Nom bulgare         |
| ------------------- | ------------ | ------------------- |
| Rousenski okrag     | Roussé       | Русенски окръг      |
| Silistrenski okrag  | Silistra     | Силистренски окръг  |
| Slivenski okrag     | Sliven       | Сливенски окръг     |
| Smolyanski okrag    | Smolyan      | Смолянски окръг     |
| Sofia Grad          | Sofia        | София град          |
| Sofia okrag         |              | София окръг         |
| Stalinski okrag     | Varna        | Сталински окръг     |
| Starozagorski okrag | Stara Zagora | Старозагорски окръг |
| Targovichtki okrag  | Targovichté  | Търговищки окръг    |
| Tarnovski okrag     |              | Търновски окръг     |
| Tolboukhinski okrag | Dobritch     | Толбухински окръг   |
| Vidinski okrag      | Vidin        | Видински окръг      |
| Vratsanski okrag    | Vratsa       | Врачански окръг     |
| Yambolski okrag     | Yambol       | Ямболски окръг      |

### «Grands oblasti» de 1987-1999
De 1987 à 1999, il a existé un découpage qui ne comprenait que 9 oblasti, le redécoupage de 1999 s'étant contenté de scinder chacun des oblasti en trois à cinq oblasti plus petits (sauf pour l'oblast de Sofia-Grad, resté inchangé. Durant cette période, les okragi antérieurs à 1987 ont subsisté comme échelon intermédiaire, un peu équivalent à celui d'un arrondissement français doté d'une sous-préfecture.
| Nom de l'oblast | Oblasti actuels | Oblasti actuels                       | Carte des « grands oblasti » de Bulgarie entre 1987 et 1999 |
| Nom de l'oblast | n°              | oblasti                               | Carte des « grands oblasti » de Bulgarie entre 1987 et 1999 |
| --- | --------------- | ------------------------------------- | --- |
| Bourgas | 2 18 28         | Bourgas Sliven Yambol                 | \| - point rouge cerclé de noir : chef-lieu d'un oblast et d'un okrag - point noir : chef-lieu d'un okrag - étoile noire : ville de Sofia, à la fois : - capitale nationale - chef-lieu de l'oblast de Sofia-Grad - résidence du gouverneur de l'oblast de Sofia (hors Sofia-Grad) - numérotation des okragi selon l'ordre alphabétique français (non utilisable sur les autres wikis) - limites des « grands oblasti » en rouge - limites des okragi (futurs oblasti) en gris clair. \| |
| Khaskovo | 6 7 22          | Kardjali Khaskovo Stara Zagora        | \| - point rouge cerclé de noir : chef-lieu d'un oblast et d'un okrag - point noir : chef-lieu d'un okrag - étoile noire : ville de Sofia, à la fois : - capitale nationale - chef-lieu de l'oblast de Sofia-Grad - résidence du gouverneur de l'oblast de Sofia (hors Sofia-Grad) - numérotation des okragi selon l'ordre alphabétique français (non utilisable sur les autres wikis) - limites des « grands oblasti » en rouge - limites des okragi (futurs oblasti) en gris clair. \| |
| Lovetch | 5 9 13 25       | Gabrovo Lovetch Pleven Veliko Tarnovo | \| - point rouge cerclé de noir : chef-lieu d'un oblast et d'un okrag - point noir : chef-lieu d'un okrag - étoile noire : ville de Sofia, à la fois : - capitale nationale - chef-lieu de l'oblast de Sofia-Grad - résidence du gouverneur de l'oblast de Sofia (hors Sofia-Grad) - numérotation des okragi selon l'ordre alphabétique français (non utilisable sur les autres wikis) - limites des « grands oblasti » en rouge - limites des okragi (futurs oblasti) en gris clair. \| |
| Montana | 10 26 27        | Montana Vidin Vratsa                  | \| - point rouge cerclé de noir : chef-lieu d'un oblast et d'un okrag - point noir : chef-lieu d'un okrag - étoile noire : ville de Sofia, à la fois : - capitale nationale - chef-lieu de l'oblast de Sofia-Grad - résidence du gouverneur de l'oblast de Sofia (hors Sofia-Grad) - numérotation des okragi selon l'ordre alphabétique français (non utilisable sur les autres wikis) - limites des « grands oblasti » en rouge - limites des okragi (futurs oblasti) en gris clair. \| |
| Plovdiv | 11 14 19        | Pazardjik Plovdiv Smolyan             | \| - point rouge cerclé de noir : chef-lieu d'un oblast et d'un okrag - point noir : chef-lieu d'un okrag - étoile noire : ville de Sofia, à la fois : - capitale nationale - chef-lieu de l'oblast de Sofia-Grad - résidence du gouverneur de l'oblast de Sofia (hors Sofia-Grad) - numérotation des okragi selon l'ordre alphabétique français (non utilisable sur les autres wikis) - limites des « grands oblasti » en rouge - limites des okragi (futurs oblasti) en gris clair. \| |
| Razgrad | 15 16 17 23     | Razgrad Roussé Silistra Targovichte   | \| - point rouge cerclé de noir : chef-lieu d'un oblast et d'un okrag - point noir : chef-lieu d'un okrag - étoile noire : ville de Sofia, à la fois : - capitale nationale - chef-lieu de l'oblast de Sofia-Grad - résidence du gouverneur de l'oblast de Sofia (hors Sofia-Grad) - numérotation des okragi selon l'ordre alphabétique français (non utilisable sur les autres wikis) - limites des « grands oblasti » en rouge - limites des okragi (futurs oblasti) en gris clair. \| |
| Sofia-Grad | 20              | Sofia-Grad                            | \| - point rouge cerclé de noir : chef-lieu d'un oblast et d'un okrag - point noir : chef-lieu d'un okrag - étoile noire : ville de Sofia, à la fois : - capitale nationale - chef-lieu de l'oblast de Sofia-Grad - résidence du gouverneur de l'oblast de Sofia (hors Sofia-Grad) - numérotation des okragi selon l'ordre alphabétique français (non utilisable sur les autres wikis) - limites des « grands oblasti » en rouge - limites des okragi (futurs oblasti) en gris clair. \| |
| Sofia (hors capitale) | 1 8 12 21       | Blagoevgrad Kyoustendil Pernik Sofia  | \| - point rouge cerclé de noir : chef-lieu d'un oblast et d'un okrag - point noir : chef-lieu d'un okrag - étoile noire : ville de Sofia, à la fois : - capitale nationale - chef-lieu de l'oblast de Sofia-Grad - résidence du gouverneur de l'oblast de Sofia (hors Sofia-Grad) - numérotation des okragi selon l'ordre alphabétique français (non utilisable sur les autres wikis) - limites des « grands oblasti » en rouge - limites des okragi (futurs oblasti) en gris clair. \| |
| Varna | 3 4 24          | Choumen Dobritch Varna                | \| - point rouge cerclé de noir : chef-lieu d'un oblast et d'un okrag - point noir : chef-lieu d'un okrag - étoile noire : ville de Sofia, à la fois : - capitale nationale - chef-lieu de l'oblast de Sofia-Grad - résidence du gouverneur de l'oblast de Sofia (hors Sofia-Grad) - numérotation des okragi selon l'ordre alphabétique français (non utilisable sur les autres wikis) - limites des « grands oblasti » en rouge - limites des okragi (futurs oblasti) en gris clair. \| |
| - point rouge cerclé de noir : chef-lieu d'un oblast et d'un okrag - point noir : chef-lieu d'un okrag - étoile noire : ville de Sofia, à la fois : - capitale nationale - chef-lieu de l'oblast de Sofia-Grad - résidence du gouverneur de l'oblast de Sofia (hors Sofia-Grad) - numérotation des okragi selon l'ordre alphabétique français (non utilisable sur les autres wikis) - limites des « grands oblasti » en rouge - limites des okragi (futurs oblasti) en gris clair. |                 |                                       | |